# Onthophagus tarsius
Onthophagus tarsius är en skalbaggsart som beskrevs av Gilbert John Arrow 1941. Onthophagus tarsius ingår i släktet Onthophagus och familjen bladhorningar. Inga underarter finns listade i Catalogue of Life.